# Fort Napoléon (Les Saintes)
Pour les articles homonymes, voir Fort Napoléon.
Le fort Napoléon est une fortification située sur l'île de Terre-de-Haut dans l'archipel des Saintes en Guadeloupe. Propriété du conseil départemental de la Guadeloupe, il fait l’objet d’un classement au titre des monuments historiques depuis le 15 décembre 1997.
Le fort est bâti au sommet du morne Mire, à l'emplacement d'un premier fortin appelé initialement « fort Louis » et rebaptisé fort Napoléon en 1805 peu avant sa destruction par les Anglais. Totalement reconstruit en 1867, sous le règne de Napoléon III,, le fort ne servit jamais de forteresse, en temps de guerre, mais de camp d'internement jusqu'au début du siècle dernier.
Aujourd'hui transformé en petit musée sur l'histoire des Saintes et son environnement culturel, il est situé au milieu d'un jardin botanique dédié aux plantes grasses auxquelles se mêlent de nombreux iguanes.

## Historique

### Un enjeu de la rivalité franco-anglaise auXVIIIesiècle
De 1759 à 1763, les Anglais prennent possession des Saintes et d'une partie de la Guadeloupe continentale. L'archipel est restitué au royaume de France à la signature du traité de Paris, le 10 février 1763.
Succédant à une redoute de la fin du XVIIe siècle, un fortin est édifié entre 1777 et 1779 sur le morne Mire à 119 m d'altitude. Cet ouvrage, de forme rectangulaire, est protégé par une enceinte de maçonnerie en mortier de terre. Il comporte un casernement pour 45 hommes et deux citernes recueillant l'eau de pluie. Son armement est constitué de deux canons et trois mortiers destinés à protéger la passe de la Baleine et la rade de Terre-de-Haut.
Parallèlement est édifié le fort de la Reine (fort Joséphine en 1805) sur l'îlet à Cabrit. Suivront la redoute du Prince Joseph sur le morne Morel en 1805, la tour Modèle au sommet du morne Vigie en 1843. La batterie de Tête rouge ne sera implantée près du bourg qu'en 1869-70.
En 1782 a lieu la bataille maritime des Saintes dans le cadre plus global de la guerre des Antilles entre Français et Anglais. Lors des guerres napoléoniennes, les Anglais débarquent sur l'île en avril 1809 et rasent les forts Napoléon et Joséphine.

### Reconstruction auXIXesiècle
Après le traité de Paris de 1814 et la restitution de la Guadeloupe, le fort Napoléon est reconstruit sur les ruines du fortin en élevant de hautes murailles d’enceinte et en aménageant un magasin à poudre. Les travaux se déroulent de 1816 à 1840.
Le Comité des Fortifications du Ministère de la Marine et des Colonies décide, en 1842, de bâtir une véritable fortification bastionnée, système offrant de meilleurs atouts défensifs. Le chantier s'étale de 1844 à 1867, avec une interruption entre 1849 et 1857.
Le fort n’a jamais été utilisé à des fins militaires. Il ferme ses portes au moment du départ de la garnison (1889) et du retrait de la compagnie de discipline (1890).

### Du camp d'internement au musée

#### Un camp d'internement pendant la Seconde Guerre mondiale
Le fort n'a pas connu l'épreuve du feu. Il sert de camp d'internement pendant la Seconde Guerre mondiale quand le régime de Vichy y fait interner des français d’origine italienne et libanaise dont Paul Valentino, résistant et député de la Guadeloupe qui s’en évade.

#### Abandon du fort
La colonie de vacances de l’Association des Sonis de Pointe-à-Pitre y organise des séjours durant les grandes vacances dans les années 1950-60. Puis le fort reste à l'abandon, livré à la végétation et aux dégradations jusqu'à l'installation du  Club du Vieux Manoir en 1973.

#### Restauration du fort
Cette association  spécialisée dans la restauration de vieilles bâtisses historiques envisage le lancement d'un vaste programme de mise en valeur et d’animation culturelle et touristique des monuments  et sites naturels de Guadeloupe. Son chantier du fort Napoléon est repris l’année suivante par l'Association saintoise de Protection du Patrimoine. Un contrat est passé avec le département, et de nombreuses actions vont voir le jour sous la conduite du bureau et des membres de l’association.
Un musée et un jardin botanique y sont aujourd'hui aménagés.
En avril 2021, l'État alloue une enveloppe de 600 000 euros pour la restauration du fort dans le cadre du plan « France Relance » à la suite du diagnostic établi par l'architecte Laurent Lavall (en accord avec Pierre Bortolotti, architecte en chef des monuments historiques) sur la liste des travaux prioritaires à entreprendre

## Architecture et caractéristiques

### Fort
Le fort est construit avec des pierres extraites localement. En forme d'octogone irrégulier, ce troisième fort Napoléon comporte 8 bastions. Les  courtines  hautes d'une dizaine  de mètres au-dessus des fossés relient entre eux les bastions. Le chemin de ronde, long de 400 mètres fait le tour des remparts. Un chemin de ronde intérieur est séparé du premier par un talus. C’est sur ce talus qu’étaient disposées les pièces d’artillerie protégées latéralement par huit traverse-abris. L'entrée est protégée par un pont-levis à contre-poids  encore en place.

### Caserne
Elle est édifiée au centre  de la cour. C'est un bâtiment à 3 niveaux constitués de 7 travées. Le rez-de-chaussée comporte un four à pain, une cuisine, un réfectoire, une citerne souterraine de 370 m3 recueillant les eaux de pluie et une salle de garde ainsi que différents magasins. Au premier étage on trouve les chambres des officiers et de grandes salles servant de dortoirs à la troupe. On peut y loger 220 hommes sur plusieurs rangées de lits séparées par un couloir central de 1,60 m. Au troisième niveau du bâtiment est aménagée une terrasse entourée d’un parapet percé de meurtrières et de six bretèches en retrait avec leurs mâchicoulis, faisant ce cette caserne un réduit défensif. Contrairement à l’usage qui privilégie un revêtement de terre pour amortir les boulets, cette terrasse, au sol dur pavé, recueille l’eau de pluie qui, par une canalisation verticale et un ingénieux système de filtration, alimente la citerne souterraine du rez-de-chaussée.

### Musée et jardin
Le fort est aujourd’hui, la plaque tournante de l’écotourisme culturel aux Saintes grâce à la création d’un jardin exotique et d’un musée de l’histoire et des traditions locales. Installé à l’étage de la caserne, ce musée est consacré à la connaissance de l’histoire et du milieu naturel de l’île. Sont présentées des maquettes et modèles réduits retraçant la  bataille navale des Saintes de 1782. A voir également les reconstitutions de batailles, les techniques de navigation, l’histoire de la colonisation, des cartes postales et photographies anciennes.

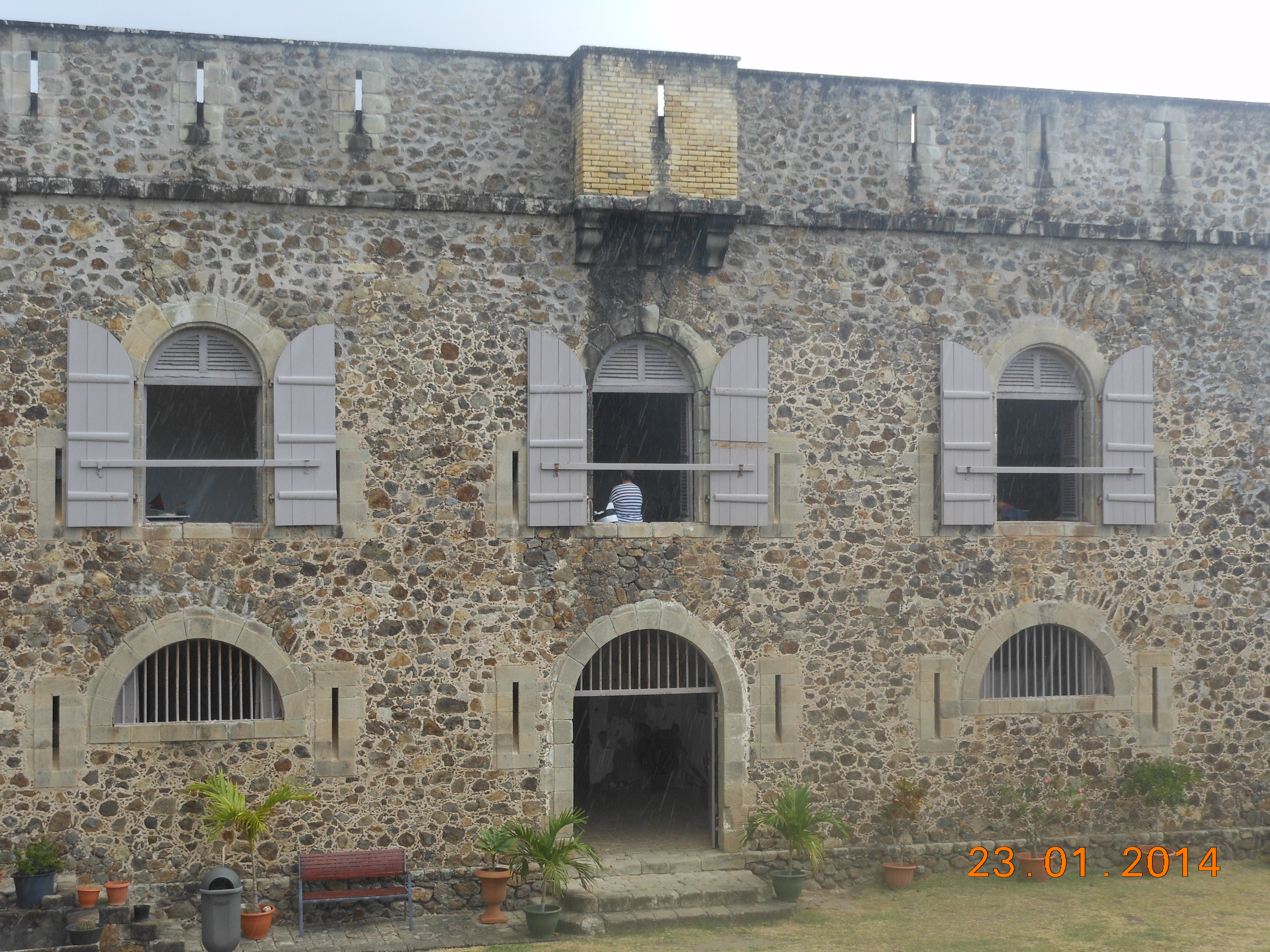
Caserne du fort
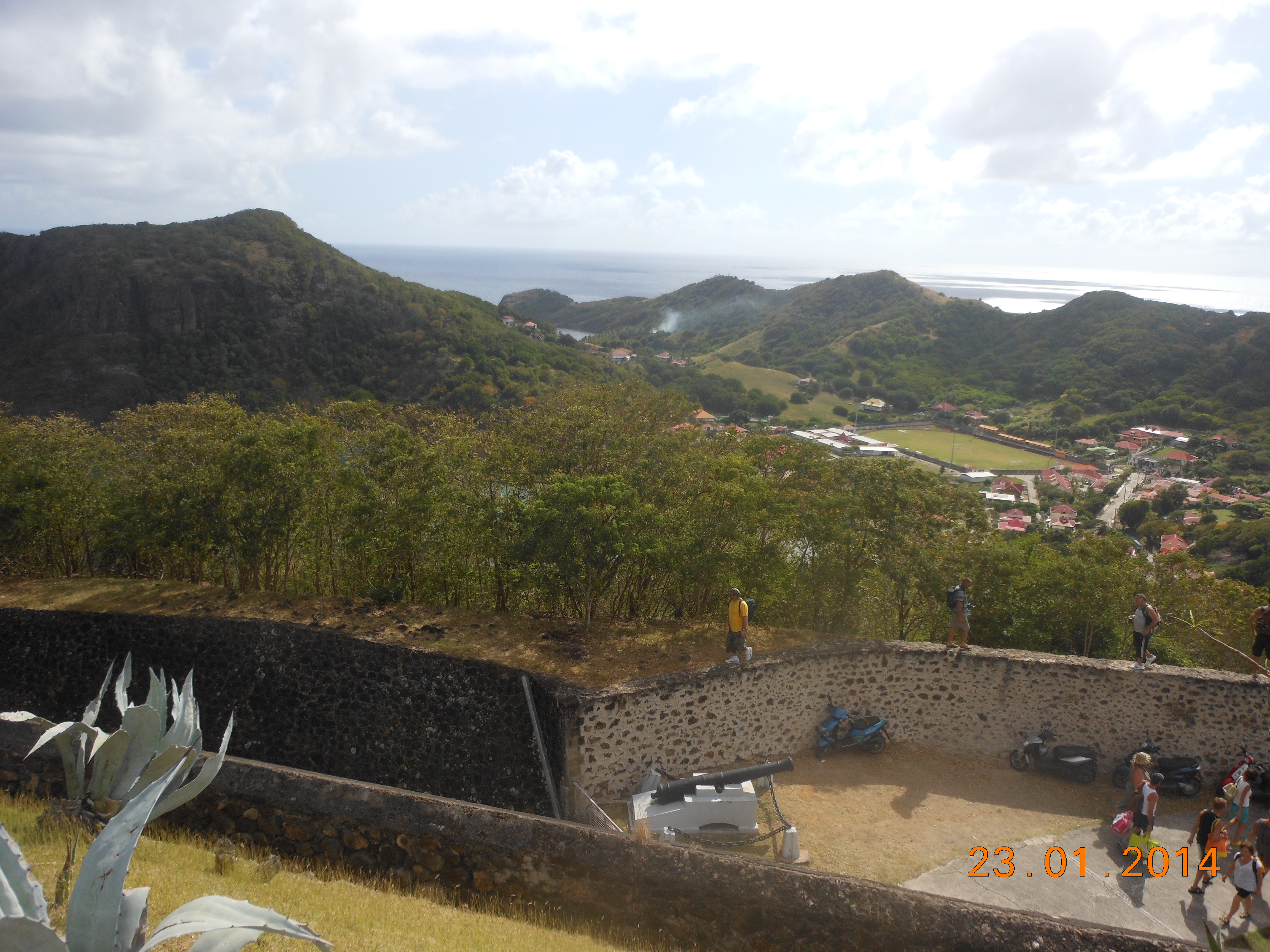
Vuede l'île depuis le fort
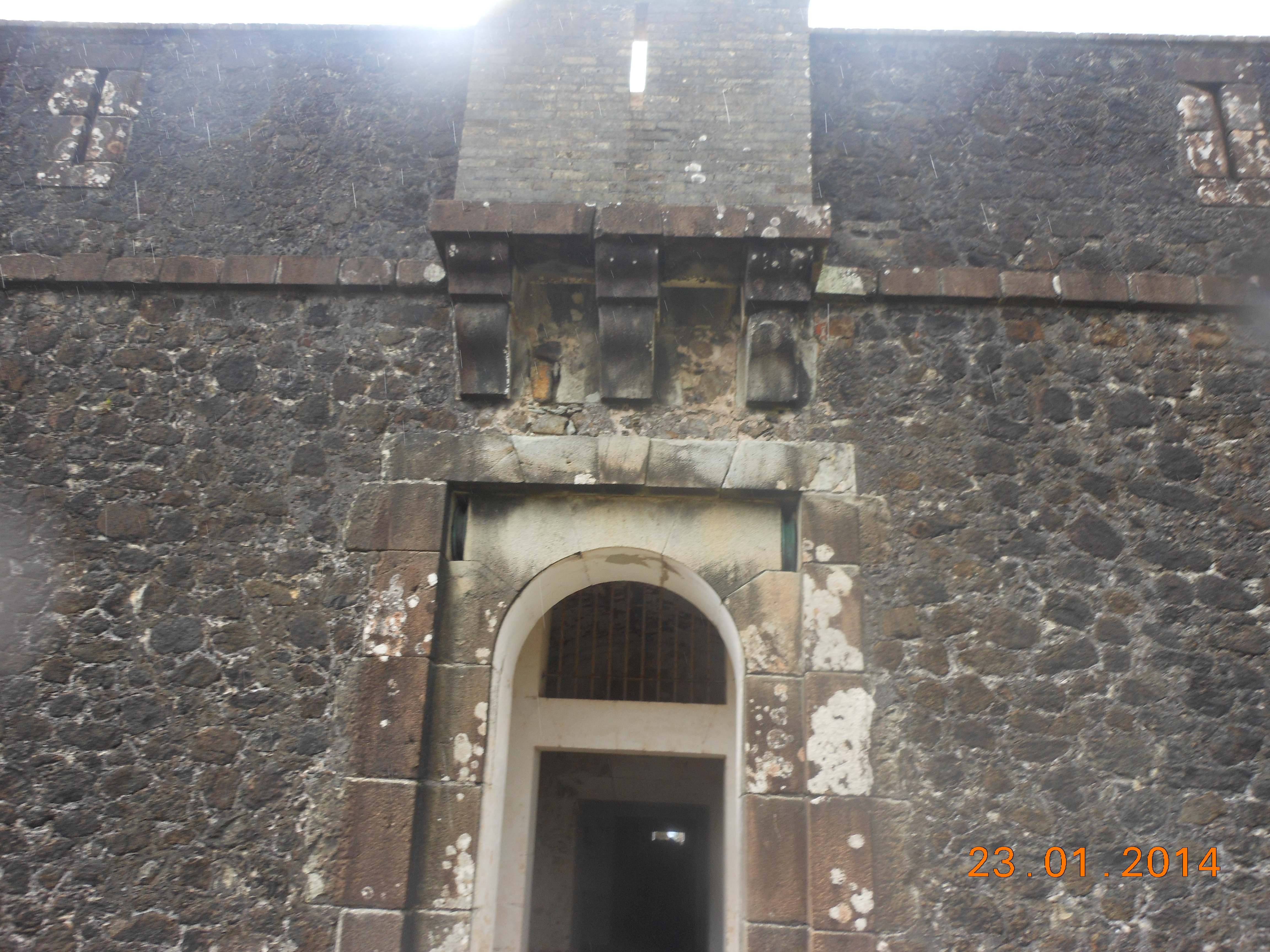
Entrée de la caserne
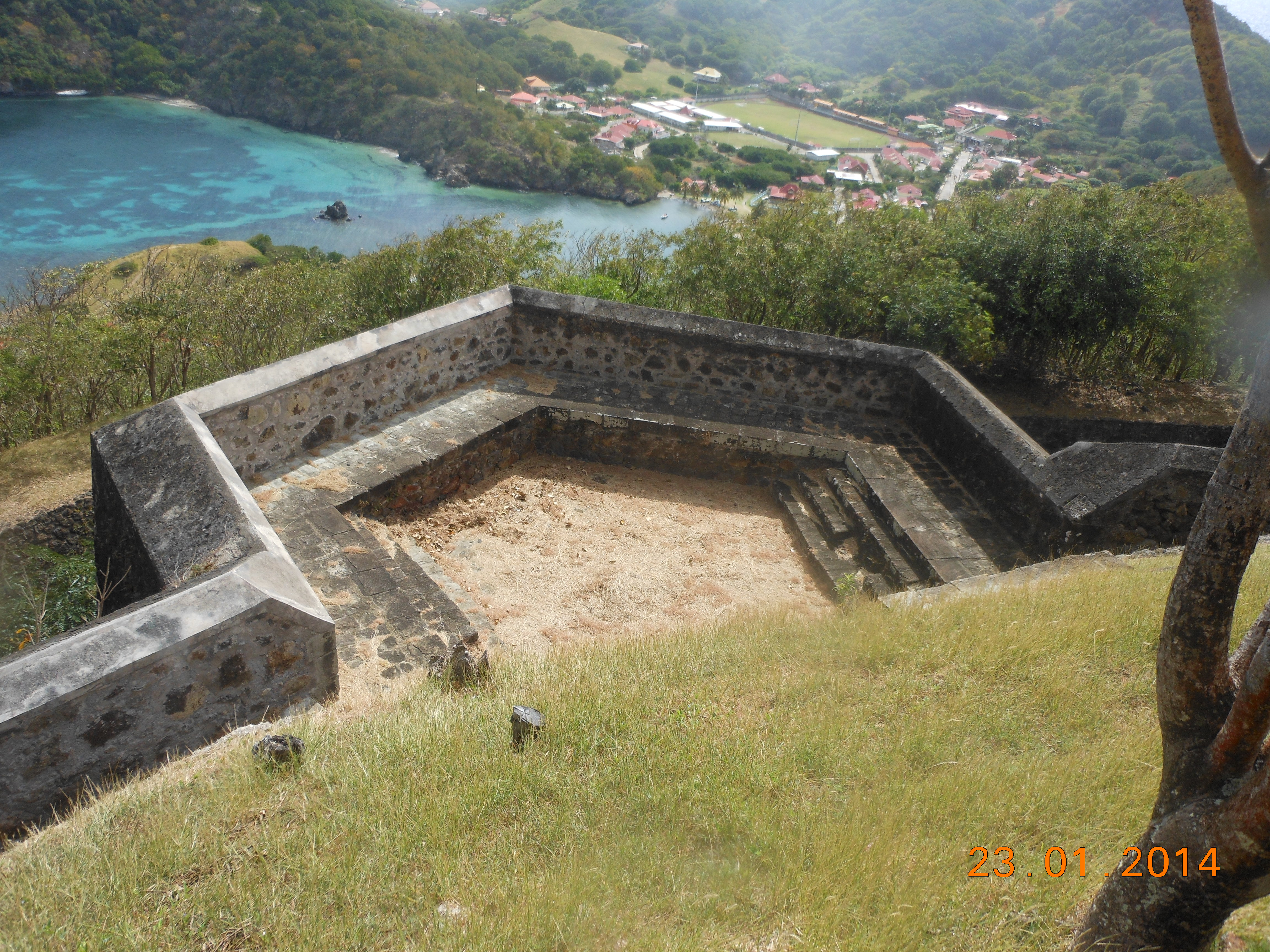
Bastion du fort
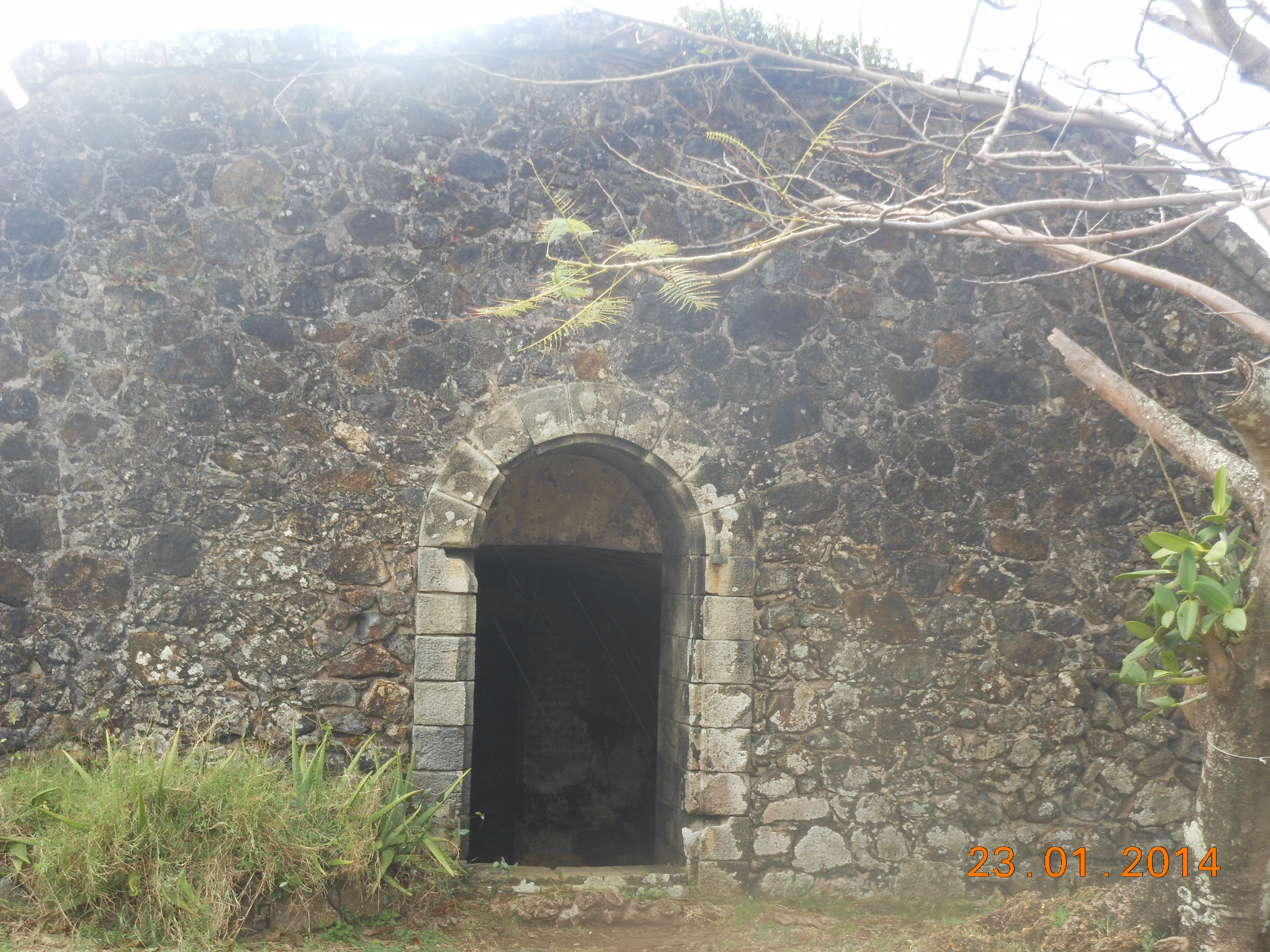
Traverse-abri
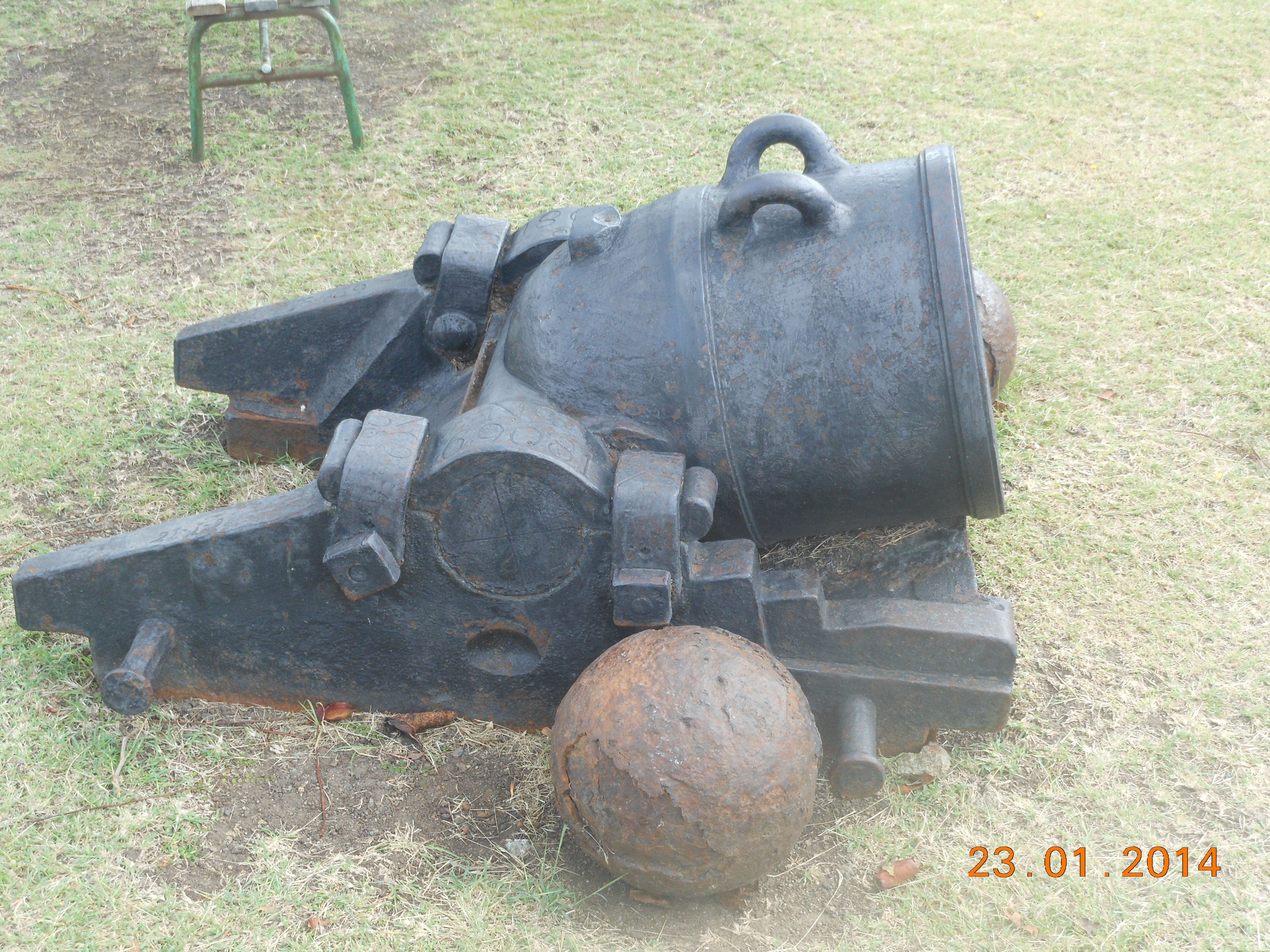
Bombarde et son boulet
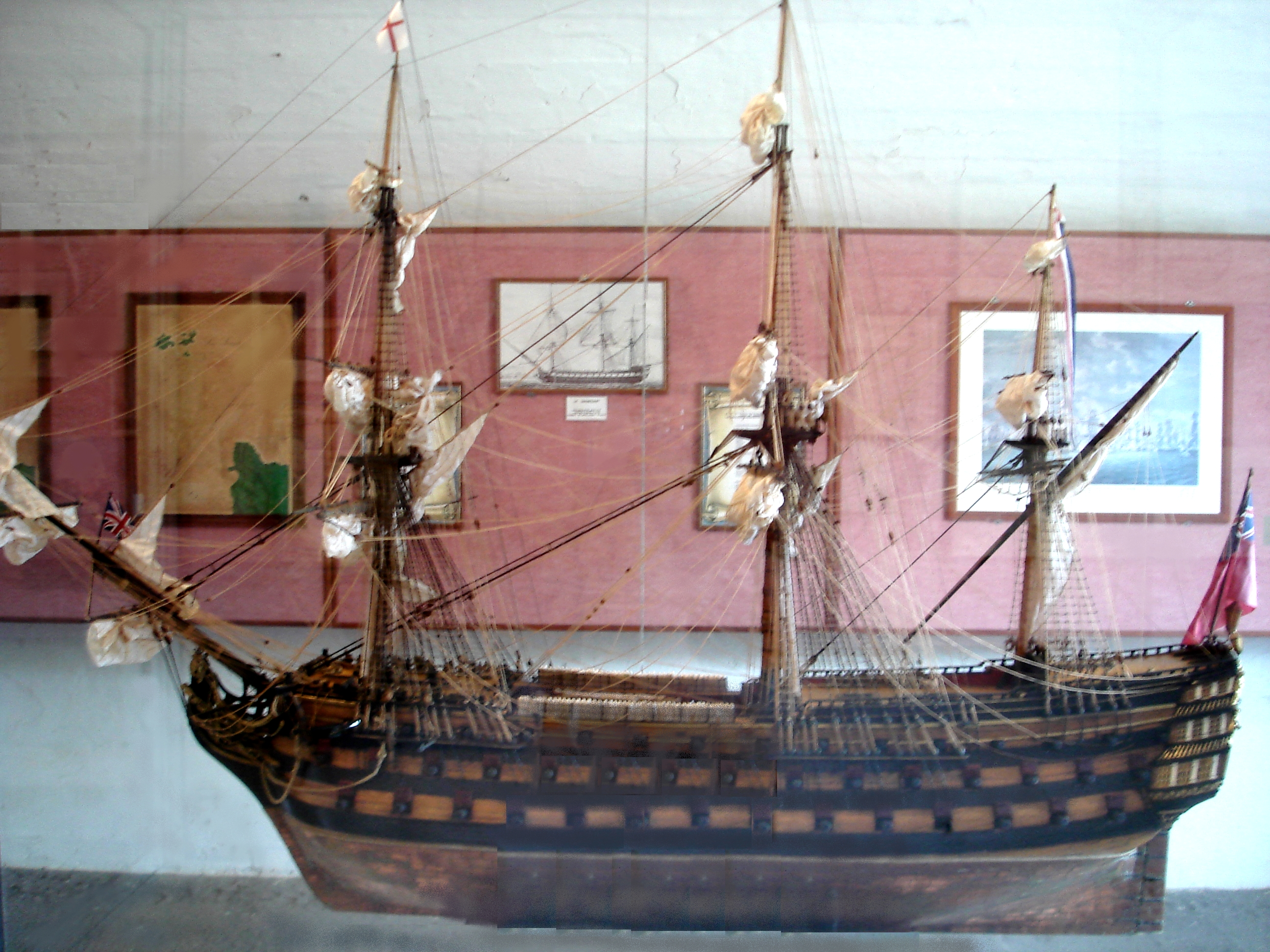
Maquette du Formidable